# Pittasoma rufopileatum
Pittasoma rufopileatum е вид птица от семейство Conopophagidae. Видът е почти застрашен от изчезване.

## Разпространение
Видът е разпространен в Еквадор и Колумбия.